# Bananeiras
Bananeiras este un oraș în Paraíba (PB), Brazilia.